# Madine
Madine is een voormalige gemeente in het Franse departement Meuse in de toenmalige regio Lotharingen. De gemeente werd in 1973 gevormd door de fusie van de gemeenten Heudicourt-sous-les-Côtes, Lamarche-en-Woëvre en Nonsard en maakte deel uit van het arrondissement Commercy en van het kanton Saint-Mihiel. In 1983 werd de fusie ongedaan gemaakt en werd Heudicourt-sous-les-Côtes een zelfstandige gemeente en werd de nieuwe gemeente Nonsard-Lamarche gevormd.